# Paul Humpoletz
Herbert Paul Humpoletz (* 1943 in Paddington, London) ist ein britischer Schauspieler.

## Leben
Humpoletz wurde in den 1960er Jahren am Rose Bruford College of Theatre & Performance in London ausgebildet. Er begann seine Film- und Fernsehkarriere Anfang der 1970er Jahre mit Auftritten im britischen Fernsehen, wo er unter anderem eine wiederkehrende Nebenrolle in der Kinderserie Timeslip hatte. Er spielte auch in im deutschsprachigen Raum erfolgreichen Serien wie Jason King und Die Profis mit. Sein Spielfilmdebüt folgte 1972 im britischen Science-Fiction-Film Doomwatch – Insel des Schreckens. Er spielte in einer Reihe von teilweise sehr erfolgreichen Spielfilmproduktionen wie Indiana Jones und der letzte Kreuzzug und Bridget Jones – Am Rande des Wahnsinns, war jedoch fast ausschließlich in untergeordneten Nebenrollen zu sehen. Humpoletz spricht Deutsch, und spielte daher häufig deutsche oder österreichische Rollen, wie Herrn Schlegel in The Brief, Herrn Steiler in Sherlock Holmes und einen deutschen Offizier in Indiana Jones und der letzte Kreuzzug. Zudem stellte er Bruno Koschmider in Backbeat und Franz Joseph I. in der National-Geographic-Biografieserie Genius dar.

## Filmografie (Auswahl)

### Film
- 1974: Die schwarze Windmühle (The Black Windmill)
- 1976: Retter der Nation (Carry On England)
- 1978: Der wilde Haufen von Navarone (Force 10 from Navarone)
- 1985: Der 4 1/2 Billionen Dollar Vertrag (The Holcroft Covenant)
- 1985: Revolution
- 1989: Indiana Jones und der letzte Kreuzzug (Indiana Jones and the Last Crusade)
- 1994: Backbeat
- 2004: Bridget Jones – Am Rande des Wahnsinns (Bridget Jones – The Edge of Reason)

### Fernsehen
- 1971: Jason King
- 1971: Task Force Police (Softly, Softly: Task Force)
- 1973: Black Beauty
- 1978: Die Profis (The Professionals)
- 1980: Die Onedin-Linie (The Onedin Line)
- 1981: Schmuggler
- 1985: Am Rande der Finsternis (Edge of Darkness)
- 1985: Are You Being Served?
- 1985: Sherlock Holmes (The Adventures of Sherlock Holmes)
- 1991: Brookside
- 1992: The Tomorrow People
- 1994: Space Cops – Tatort Demeter City (Space Precinct)
- 1994: The Bill
- 2012: Doctors